# Neris Germanas

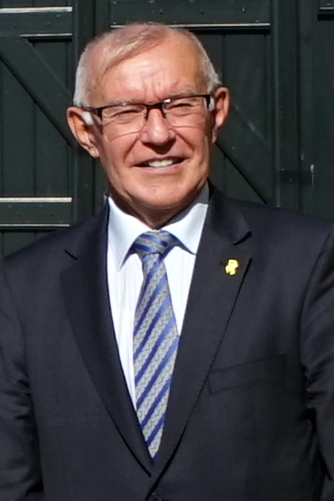
Neris Germanas

Neris Germanas (* 7. Dezember 1946 in Šiauliai) ist ein litauischer Diplomat und Politiker (Vizeminister).

## Leben
Von 1953 bis 1964 lernte er am Gymnasium Šiauliai und an der 15. Mittelschule Vilnius in Žvėrynas. Von 1964 bis 1970 absolvierte er das Studium der Physik am Polytechnischen Institut in Leningrad. Von 1972 bis 1978 war er wiss. Mitarbeiter am Forschungsinstitut, von 1985 bis 1988 arbeitete er bei der Kommunistischen Partei Litauens, von 1988 bis 1989 als Gehilfe von Algirdas Brazauskas. Ab 1989 war er Mitglied der Demokratischen Arbeitspartei Litauens. Von 1993 bis 1996 leitete er die Kanzlei des Seimas der Republik Litauen. Ab 2001 war er Mitglied der Litauischen Sozialdemokratischen Partei.
Von 1992 bis 1996 war er Mitglied im Seimas, ab 1998 Botschafter in Finnland, danach Departamentsdirektor einer Abteilung im Außenministerium Litauens. Seit dem 14. Dezember 2012 ist er Stellvertreter des Außenministers Linas Linkevičius (im Kabinett Butkevičius).